# Хэсселл, Алекс
Александр (Алекс) Стивен Хэсселл (англ. Alexander Stephen Hassell, род. 7 сентября 1980 года, Саутенд-он-Си, Англия) — английский актёр, один из основателей театральной компании «Фабрика». Наиболее известен по ролям в сериалах «Миниатюрист» (2017), «Гений» (2018), «Пацаны» (2019), «Ковбой Бибоп» (2021), «Тёмные начала» (2022) и «Соперники» (2024) и фильме «Субурбикон» (2017).

## Биография
Родился 7 сентября 1980 года в Саутенде-он-Си, Англия, в семье викария. Младший из четырёх детей .
Окончил среднюю школу Моулшем в Челмсфорде, графство Эссекс, после чего два с половиной года изучал актерское мастерство в Центральной школе речи и драматургии.

### Кинокарьера
Хэссел неоднократно участвовал в театральных постановках, в том числе сыграв Хэла в «Генрихе IV» и Генри в «Генрихе V» — спектаклях Королевской шекспировской труппы. Является одним из основателей театральной компании «Фабрика» (The Factory Theatre Company), в число меценатов которой входят Юэн Макгрегор, Билл Найи, Марк Райлэнс и Эмма Томпсон.
Дебютное появление Хэссела на телеэкране состоялось в 2001 году в одном из эпизодов сериала «Королева мечей». Первым проектом в Голливуде стал фильм Джорджа Клуни «Субурбикон» (2017), где компанию актёру составили Мэтт Дэймон и Джулианна Мур. В том же году он получил свою первую крупную телевизионную роль в экранизации романа Джесси Бёртон «Миниатюрист».
Среди наиболее заметных работ Хассела: роль Прозрачного в «Пацанах» (Amazon Prime Video), Вишеза в «Ковбое Бибопе» (Netflix), а также Метатрона в финальном сезоне «Тёмных начал» (BBC/HBO).
В 2024 году сыграл главную роль (плейбоя Руперта Кэмпбелла Блэка) в сериале «Соперники», телевизионной адаптации одноимённого романа Джилли Купер. Помимо него в актёрский состав проекта вошли Дэвид Теннант, Дэнни Дайер, Эйдан Тернер, Эмили Атак и Кэтрин Паркинсон. «Соперники» стал одним из самых высокооценённых сериалов года, заняв 3-е место в рейтинге сайта Metacritic.

## Личная жизнь
В январе 2011 года Хэсселл женился на актрисе Эмме Кинг. Они познакомились во время обучения актерскому мастерству в Центральной школе речи и драматургии.

## Фильмография
| Год  |    | Русское название                       | Оригинальное название                | Роль                                         |
| ---- | -- | -------------------------------------- | ------------------------------------ | -------------------------------------------- |
| 2001 | с  | Королева мечей                         | Queen of Swords                      | Андреа Рей (эпизод: «The Pretender»)         |
| 2003 | ф  | Холодная гора                          | Cold Mountain                        | санитар                                      |
| 2003 | с  | Убийство в сознании                    | Murder in Mind                       | Джулс (эпизод: «Contract»)                   |
| 2003 | тф | Даниелла Кэбл: свидетель               | Danielle Cable: Eyewitness           | Стивен Камерон                               |
| 2003 | с  | Убийство в теологическом колледже      | Death in Holy Orders                 | Питер Бакхерст (2 эпизод)                    |
| 2003 | тф | Королева варваров                      | Warrior Queen                        | римский офицер                               |
| 2003 | тф | Частная жизнь Сэмюэла Пеписа           | The Private Life of Samuel Pepys     | Белти                                        |
| 2003 | тф | Кеннет Тайнан: слава хардкору          | Kenneth Tynan: In Praise of Hardcore | Майк                                         |
| 2005 | с  | Закон Мёрфи                            | Murphy's Law                         | Скотт Гарви (эпизод: «Extra Mile»)           |
| 2006 | с  | Робин Гуд                              | Robin Hood                           | 2-й помощник шерифа (2 эпизода)              |
| 2006 | с  | Торчвуд                                | Torchwood                            | Марк Линч (эпизод: «Combat»)                 |
| 2007 | с  | Чокнутый                               | Bonkers                              | Феликс Нэш (6 эпизодов)                      |
| 2008 | ф  | Заразный дом                           | The Sickhouse                        | Ник                                          |
| 2008 | с  | Любовный суп                           | Love Soup                            | Джейк Рэндалл (эпизод: «Green Widow»)        |
| 2008 | с  | Чисто английское убийство              | The Bill                             | Маркус Кендалл (эпизод: «After the Fall»)    |
| 2009 | тф | Сон в летнюю ночь                      | A Midsummer Night's Dream            | Лисандр / Флейта                             |
| 2009 | с  | Легенда об Искателе                    | Legend of the Seeker                 | Эрин (эпизод: «Fever»)                       |
| 2009 | с  | Миранда                                | Miranda                              | Эдмунд Деттори (эпизод: «Excuse»)            |
| 2011 | ф  | Аноним                                 | Anonymous                            | Спенсер                                      |
| 2011 | с  | Виртуозы                               | Hustle                               | виконт Мэнли (эпизод: «Silent Witness»)      |
| 2012 | ф  | Размалывание                           | The Grind                            | драгдилер                                    |
| 2013 | с  | Джо                                    | Jo                                   | Пит Никвист (эпизод: «Place de la Concorde») |
| 2013 | с  | Так держать                            | Way to Go                            | Филип (эпизод: «Dead End»)                   |
| 2013 | с  | Преступная жизнь                       | Life of Crime                        | Колин Нэш (2 эпизода)                        |
| 2013 | тф | Сильный гром                           | Big Thunder                          | Абель Уайт                                   |
| 2014 | ф  | Потерявшись в юности                   | Miss in Her Teens                    | игрок                                        |
| 2014 | с  | Безмолвный свидетель                   | Silent Witness                       | Саймон Тёрнер (2 эпизода)                    |
| 2015 | ф  | Двое подставленных                     | Two Down                             | Джон Томас                                   |
| 2017 | ф  | Субурбикон                             | Suburbicon                           | Луис                                         |
| 2017 | с  | Миниатюрист                            | The Miniaturist                      | Йоханнес Брандт (3 эпизода)                  |
| 2018 | ф  | Остров                                 | The Isle                             | Оливер Гослинг                               |
| 2018 | с  | Гений                                  | Genius                               | монах (2 эпизода)                            |
| 2018 | с  | Бисексуал                              | The Bisexual                         | Дэвид (эпизод #1.5)                          |
| 2019 | ф  | Курорт для ныряльщиков на Красном море | The Red Sea Diving Resort            | Макс Роуз                                    |
| 2019 | с  | Гранчестер                             | Grantchester                         | Эрнест Картер (эпизод #4.4)                  |
| 2019 | с  | Пацаны                                 | The Boys                             | Прозрачный (3 эпизода)                       |
| 2021 | ф  | Трагедия Макбета                       | The Tragedy of Macbeth               | Росс                                         |
| 2021 | с  | Ковбой Бибоп                           | Cowboy Bebop                         | Вишез (10 эпизодов)                          |
| 2022 | ф  | Жестокая ночь                          | Violent Night                        | Джейсон Лайтстоун                            |
| 2022 | с  | Тёмные начала                          | His Dark Materials                   | Метатрон (основная роль)                     |
| 2023 | ф  | Запертая                               | Locked In                            | доктор Роберт Лоуренс                        |
| 2023 | с  | Всё и прямо сейчас                     | Everything Now                       | Рик (основная роль)                          |
| 2024 | ф  | Девушка и море                         | Young Woman and the Sea              | Гарри Хорлик                                 |
| 2024 | с  | Соперники                              | Rivals                               | Руперт Кэмпбелл-Блэк (основная роль)         |
| TBA  | ф  | Мусорщик                               | Wasteman                             | пост-продакшен                               |